# Hrastje Plešivičko
Hrastje Plešivičko is een plaats in de gemeente Jastrebarsko in de Kroatische provincie Zagreb. De plaats telt 165 inwoners (2001).